# Stena Embla
Lo Stena Embla è un traghetto appartenente alla compagnia di navigazione Stena Line.

## Servizio
Varato il 15 novembre 2019 nel cantiere navale CMI Jinglin Weihai Shipyard di Weihai con il nome di Stena Embla e consegnato il 19 novembre 2020 alla Stena Line, salpa per l'Europa il 1º dicembre successivo.
Giunto a Holyhead il 2 gennaio successivo, esegue le prove di ormeggio, e successivamente viene trasferito a Belfast.
Il 14 gennaio 2021 entra ufficialmente in servizio sulla Rosslare-Cherbourg.
Dal 24 gennaio 2021 prende servizio sulla Belfast-Birkenhead in sostituzione dello Stena Mersey.

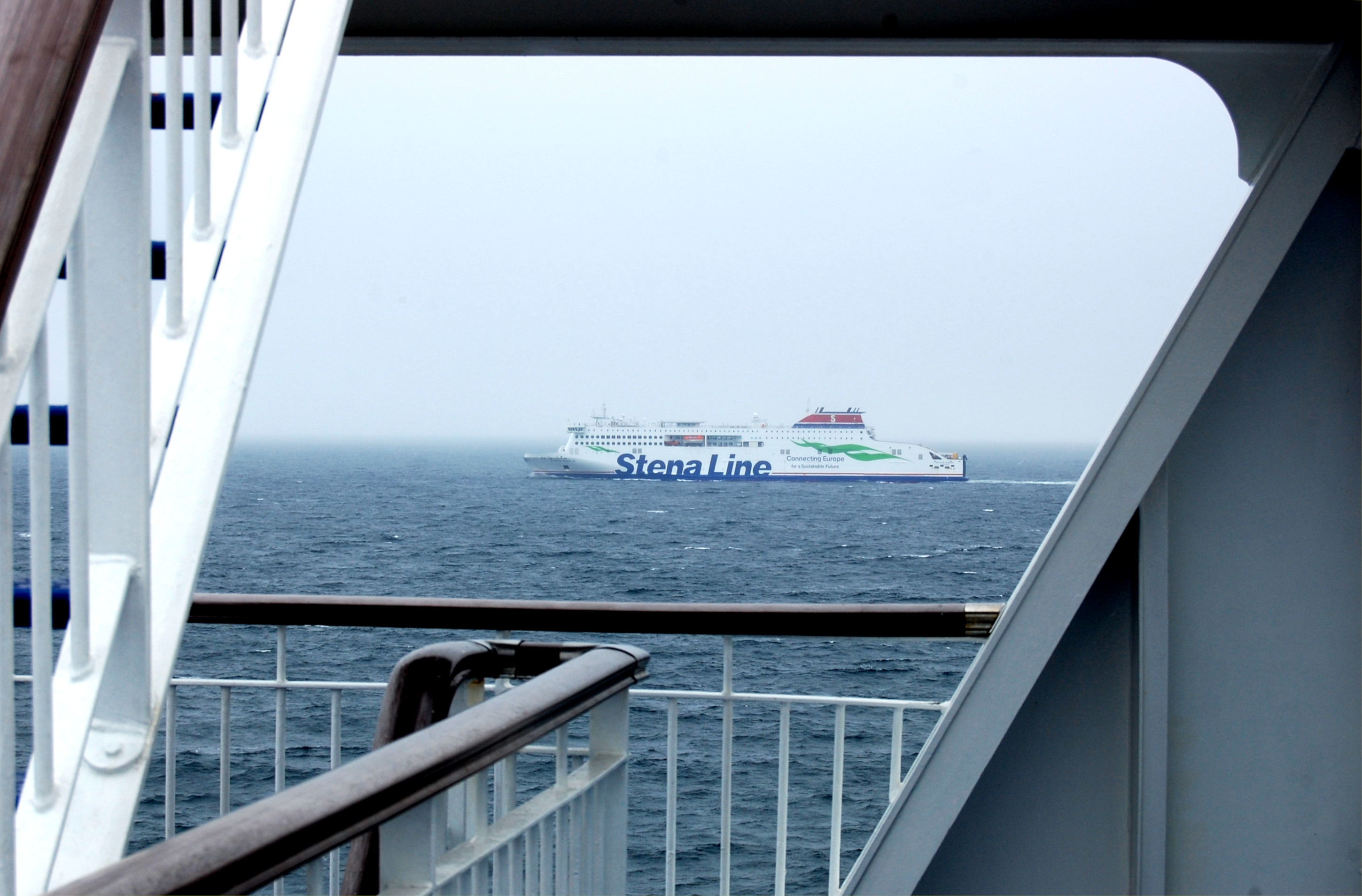
Lo Stena Embla in navigazione nel Mar d'Irlanda nel 2024.

## Navi gemelle
- Stena Estrid
- Stena Edda
- Guillaume de Normandie
- Galicia
- Côte d'Opale
- Salamanca
- Stena Estelle
- Stena Ebba
- Santoña
- Ala'Suinu
- Saint-Malo
- Capu Rossu